# Neesia altissima
Neesia altissima là một loài thực vật có hoa trong họ Cẩm quỳ. Loài này được (Blume) Blume mô tả khoa học đầu tiên năm 1835.